# 井上勝弘
井上 勝弘（いのうえ かつひろ、1963年9月2日 - ）は日本のテレビプロデューサー。日本放送協会制作局第1制作センター（生活・食料番組部）所属。

## 人物・経歴
1988年、NHK入局。2004年にチーフプロデューサー昇進。現在、新番組開発担当。
歴史や美術などの教養番組を担当し、『美の壺』『東京カワイイ★TV』などの新番組の開発を次々に手掛ける。『生活ほっとモーニング』を担当した後、『あさイチ』を2010年3月にスタートさせた。

## 主な開発番組
- 美の壺
- 解体新ショー
- 東京カワイイ★TV
- あさイチ
- サラメシ
- 情報LIVE ただイマ!
- 世界入りにくい居酒屋
- 奇跡のレッスン

## 受賞歴
- 2006年 国際エミー賞アート部門ノミニー（ハイビジョン特集）
- 2007年 放送文化基金賞プロジェクト賞（美の壺）